# ナトロン湖
座標: 南緯2度25分00秒 東経36度00分00秒 / 南緯2.41667度 東経36.00000度

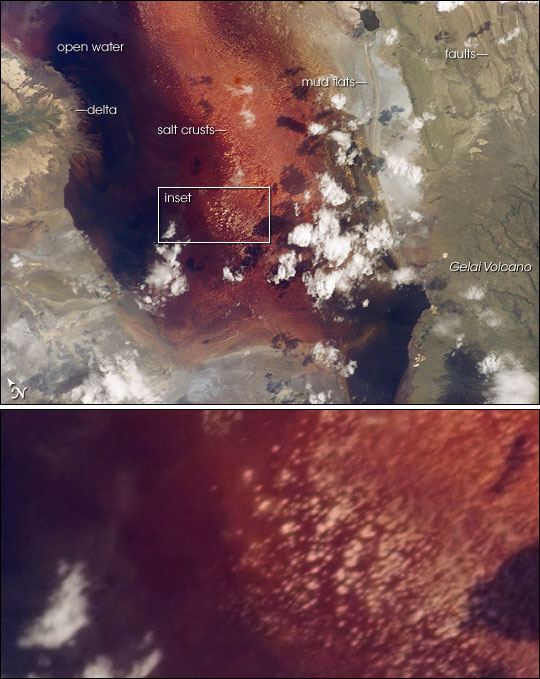
ナトロン湖南側の衛星画像

ナトロン湖（ナトロンこ、スワヒリ語:Ziwa Natron、英語:Lake Natron）は、アフリカ・タンザニア連合共和国北部のアルーシャ州ロリオンド県にある強アルカリ塩湖である。湖の北岸はケニア共和国との国境線に接する。グレート・リフト・バレーの谷底に連なる一連の湖の一つで、東リフト・バレーに位置する。

## 地理

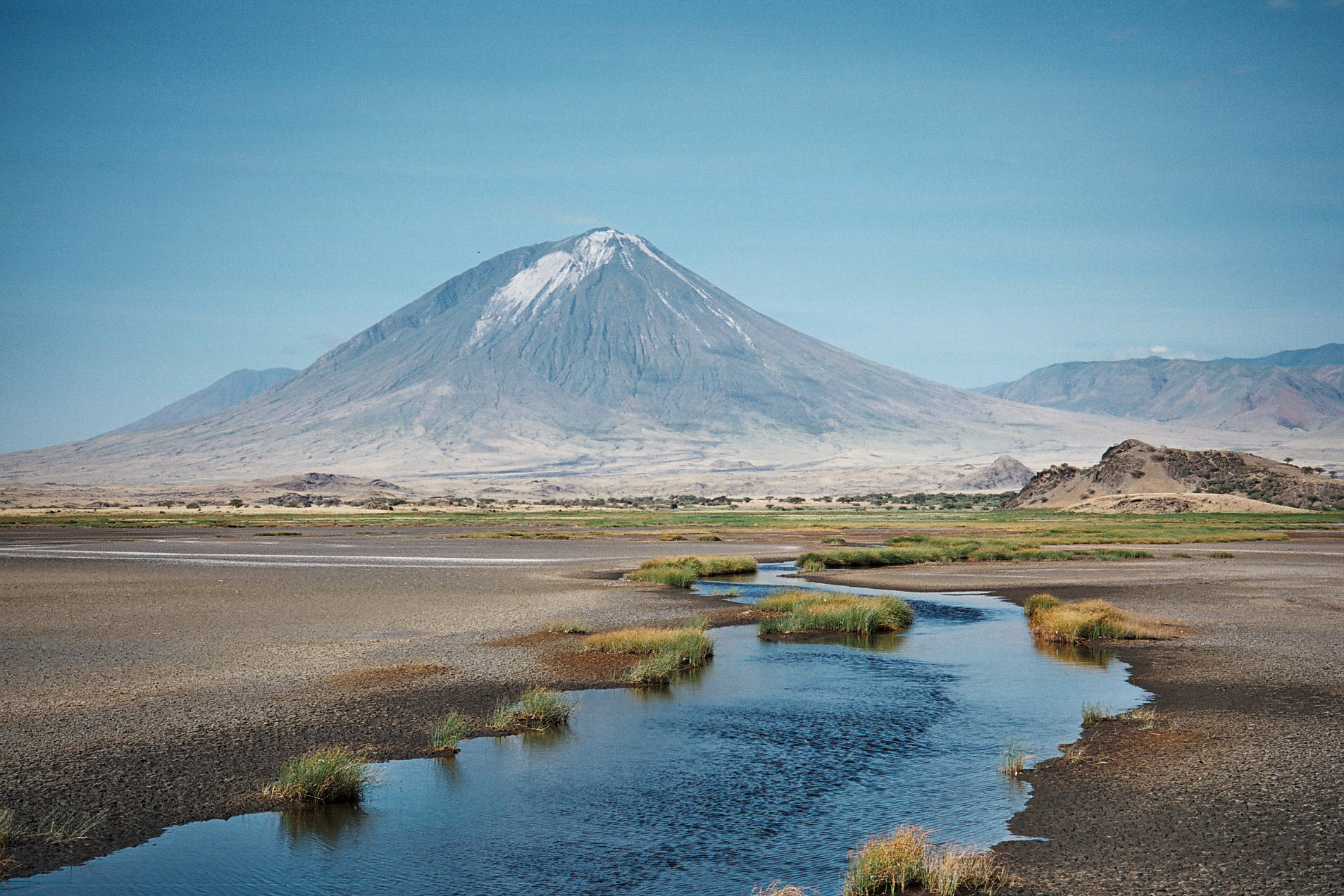
ナトロン湖から見たオルドイニョ・レンガイ

湖の大きさは降雨量によって変動するが、最大で長さ57 km、幅22 kmとなる。水深は浅く3mに満たない。湖の南端から東方にゲライ山、南端から南方にオルドイニョ・レンガイがある。中央ケニア高地に23,207 km2の大きな集水域を持ち、主な流入河川は北から国境線を越えて流れ込むエワソ・ンギロ川（Ewaso Ng'iro River / Ngare Nyiro River）と北西から流入するペニンジ川である。また、湖の底や周辺から噴き出す、熱くソーダ分に富んだ湧水も湖水を養っている。流出口は地表・地下ともに無く、水の損失は蒸発のみによって起こる。タンザニアの標高の低い半乾燥地域にあり、年間800 mmに満たない降雨のほとんどが12月～5月の間に降る。日中の気温はしばしば40℃を超える。この暑い乾燥した環境のために湖の蒸発率は高く、塩性の土地から継続して塩分が流入するため、湖水の塩分濃度は極めて高い。ナトロン湖の湖水は少なくとも8％の塩化ナトリウムを含んでいる。ナトロン湖は溶解した炭酸ナトリウムが豊富なため、触れるとヌルヌルする。また、湖の北西側は少なくとも2,100 km2が厚さ平均1.5 mの混合塩の層によって覆われていると見積もられている。北方のマガディ湖とともにマガディ-ナトロン盆地を形成している。鮮新世後期と更新世の間、何回かこの盆地に広大な湖ができたと考えられていて、多数の乾燥塩湖層がある。約5,000-6,000年前の雨の多かった時期以降、ナトロン湖は乾燥した環境の中で縮小を続けており、やがて塩類平原となり、最終的に草原になると推測されている。

## 変化する色彩
ナトロン湖は、その非常に高い蒸発率によって特徴的な色彩を見せる。乾季の水が少ない時期は、湖水の塩分濃度が上昇し、好塩性微生物が繁殖をはじめるレベルに達する。好塩性微生物はある種の藍藻類を含む。藍藻類は水中で成長して植物のように光合成によって自らの栄養分を得る微小生物である。藍藻類などが持つ赤い色素が、湖一面に広がる深い赤みを生み出し、浅瀬をオレンジ色に染めている。湖面に析出するアルカリ塩の固形物も、湖に住む好塩性微生物によって時として赤やピンク色に染まる。結晶化したソーダ分の塊は丸く成長しながら、湖面に不思議な模様を作り出す。

## 生物
ナトロン湖のアルカリ性はアンモニアと同程度のpH 9～10.5に達し、熱水泉の近くの泥の中は摂氏50度に達する上に、降雨の後は塩分濃度が突然に変化する。極端で可変な環境ために生物多様性は低いが、この環境に適応した少数の生物種の個体群サイズは大きい。
湖の周りの干潟ではコフラミンゴとオオフラミンゴの大きな群れが棲息する。コフラミンゴは湖の浅瀬にいるカイアシ類を食べる。湖の塩分が増加すると藍藻もその数が増えてゆき、より多くのコフラミンゴの巣を養うことができる。ナトロン湖は絶滅の危機が心配されるコフラミンゴが継続して繁殖を行う唯一の湖になっており、大地溝帯に住む250万羽のコフラミンゴがこの湖で繁殖を行う。ここがコフラミンゴの唯一の繁殖地となっているのは、苛烈な環境であるがゆえに繁殖地を脅かそうとする捕食者たちの侵入を防ぐためである。オオフラミンゴはボツワナのマカディカディ塩湖が主要繁殖地であるが、ナトロン湖も重要である。この湖はフラミンゴ類の不可欠な繁殖地であるが、主要な餌場は藍藻類と小型甲殻類がより豊富なケニアのナクル湖とボゴリア湖である。
ナトロン湖にはたった1種のキクラ科の魚類、オレオクロミス・アルカリクス（Oreochromis alcalicus）が水温36℃-40℃の湖岸の熱水泉流入口に棲息している。この魚はグレート・リフト・ヴァレーの塩湖に固有の種であり、高い水温・塩性とともに降雨後の急激な水質の変化にも耐えられるように適応している。1999年、ナトロン湖から新たに2つの近縁種、Oreochromis latilabris とOreochromis ndalalaniが報告された。これら3種をマガディ湖のO. grahamiとともにアルコラピア属（Alcolapia、または亜属）に分ける分類もある。
ナトロン湖の周囲にはほかに、オグロヌー、シマウマ、ガゼル、アフリカゾウ、クロサイ、キリン、アフリカスイギュウ、インパラなどの哺乳類が棲息している。ナキヤモリ属の一種、Hemidactylus squamulatusはリフト・ヴァレーにあるソーダ湖周辺の生態系のスペシャリストである。
2001年7月4日、ナトロン湖の生物多様性を鑑み、ナトロン湖流域（ナトロン湖盆地）の22万haあまりがラムサール条約登録地に指定された。

## 人間による自然環境への影響
現在、ナトロン湖に流入する淡水が増加し、塩分濃度のバランスが脅かされている。その原因は、流域での山林伐採の計画と水力発電所の計画によるものである。これらの開発計画の中には、湖の北端に淡水を食い止める堤防の建設も含まれているが、生息地での塩分希釈という脅威は、今なお深刻である。
ナトロン湖への新たな脅威として、湖岸に開発が検討されているソーダ灰工場がある。この施設では、湖からポンプで水を汲み上げ、炭酸ナトリウムを抽出したうえで輸出用の粉末洗剤を作るという。またこれに伴って1,000人以上の労働者が住むことになるほか、工場などのために石炭火力発電所も設けられる予定になっている。さらに、炭酸ナトリウムの抽出効率向上のために雑種アルテミアが導入される可能性がある。
英国王立鳥類保護協会のアフリカ担当者であるクリス・メイジンは、「希少なフラミンゴが、このような危機に直面してもなお繁殖を続けるという可能性は、ほぼゼロに近い。この開発はアフリカ東部で絶滅の危機に瀕しているフラミンゴを見捨てるものだ」と語っている。現在、20の環境保護団体によるグループがこの開発計画を止める活動を世界的に行っている。

## 古人類
ナトロン湖のすぐ西のペニンジ（Peninj）の湖成砂岩層から、1964年1月11日にリチャード・リーキーらのチームによってヒト科のほぼ完全な下顎が発見された。この大歯化した頬歯を伴う下顎は、アウストラロピテクス・ボイセイAustralopithecus boisei（分類によってはパラントロプス・ボイセイParanthropus boisei）のオスからもので、初めて発見されたボイセイ種の下顎化石だった。年代はすぐ上位の玄武岩溶岩流のK-Ar年代測定法により約150±10万年（更新世前期）と見積もられている。「ペニンジの下顎」（NMT-W64-160）は現在ナイロビのケニア国立博物館にある。
ペニンジは最古のアシュール型石器が発見されている産地の一つである。